# Cade Cunningham
Cade Parker Cunningham (født 25. september 2001) er en amerikansk professionel basketballspiller, som spiller for NBA-holdet Detroit Pistons.

## Klubkarriere

### Detroit Pistons
Cunningham blev valgt af af Detroit Pistons med det første valg i NBA draften 2021. På trods af en langsom start på sæsonen, så lykkedes det Cunningham at slutte på tredjepladsen i Rookie of the Year-prisen. Hans anden sæson i ligaen var dog ikke en succes, da han som resultat af en skade til sit skinneben endte med at misse halvdelen af sæsonen.